# リージェンシー・エンタープライズ
リージェンシー・エンタープライズ（英: Regency Enterprises）は、アメリカ合衆国の映画製作会社。映画の製作・テレビ事業を主な業務としている。2000年代に入ってからはコメディ映画を多く手がけている。映画のクレジットでは、米国内では"Regency Entertainment (USA), Inc."、米国以外の国では"Monarchy Enterprises S.á.r.l."と表示されることが多い。

## 主な製作作品

### 映画
- キング・オブ・コメディ The King of Comedy（1983）
- ワンス・アポン・ア・タイム・イン・アメリカ Once Upon a Time in America（1984）
- 未来世紀ブラジル Brazil（1985）
- レジェンド/光と闇の伝説 Legend（1985）
- JFK JFK（1991）
- 透明人間 Memoirs of an Invisible Man（1992）
- 沈黙の戦艦 Under Siege（1992）
- フォーリング・ダウン Falling Down（1993）
- メイド・イン・アメリカ Made in America（1993）
- 天と地 Heaven & Earth（1993）
- ザ・クライアント 依頼人 The Client（1994）
- ナチュラル・ボーン・キラーズ Natural Born Killers（1994）
- ヒート Heat（1995）
- ボーイズ・オン・ザ・サイド Boys on the Side（1995）
- 暴走特急 Under Siege 2: Dark Territory（1995）
- 評決のとき A Time to Kill（1996）
- 僕のボーガス Bogus（1996）
- L.A.コンフィデンシャル L.A. Confidential（1997）
- ホワイトハウスの陰謀 Murder at 1600（1997）
- 知らなすぎた男 The Man Who Knew Too Little（1997）
- 交渉人 The Negotiator（1998）
- エントラップメント Entrapment（1999）
- ファイト・クラブ Fight Club（1999）
- 真夏の夜の夢 A Midsummer Night's Dream（1999）
- 狂っちゃいないぜ Pushing Tin（1999）
- バニラ・フォグ Simply Irresistible（1999）
- ビッグママ・ハウス Big Momma's House（2000）
- 悪いことしましョ! Bedazzled（2000）
- サウンド・オブ・サイレンス Don't Say a Word（2001）
- フレディのワイセツな関係 Freddy Got Fingered（2001）
- ロードキラー Joy Ride（2001）
- 運命の女 Unfaithful（2002）
- デアデビル Daredevil（2003）
- ニューオーリンズ・トライアル Runaway Jury（2003）
- クライモリ Wrong Turn（2003）
- ガール・ネクスト・ドア The Girl Next Door（2004）
- マイ・ボディガード Man on Fire（2004）
- エレクトラ Elektra（2004）
- Mr.&Mrs. スミス Mr. & Mrs. Smith（2005）
- ビッグママ・ハウス2 Big Momma's House 2（2006）
- 最'愛'絶叫計画 Date Movie（2006）
- ファウンテン 永遠につづく愛 The Fountain（2006）
- ザ・センチネル/陰謀の星条旗 The Sentinel（2006）
- アルビン/歌うシマリス3兄弟 Alvin and the Chipmunks（2007）
- 鉄板英雄伝説 Epic Movie（2007）
- ジャンパー Jumper（2008）
- マーリー 世界一おバカな犬が教えてくれたこと Marley & Me（2008）
- デイブは宇宙船 Meet Dave（2008）
- ほぼ300 Meet the Spartans（2008）
- ミラーズ Mirrors（2008）
- シャッター Shutter（2008）
- フェイク シティ ある男のルール Street Kings（2008）
- ベガスの恋に勝つルール What Happens in Vegas（2008）
- ブライダル・ウォーズ Bride Wars（2009）
- 屋根裏のエイリアン Aliens in the Attic（2009）
- ファンタスティック Mr.FOX Fantastic Mr. Fox（2009）
- アルビン2 シマリス3兄弟 vs. 3姉妹 Alvin and the Chipmunks: The Squeakquel（2009）
- ナイト&デイ Knight and Day（2010）
- ほぼトワイライト Vampires Suck（2010）
- ラブ & ドラッグ Love and Other Drugs（2010）
- ビッグママ・ハウス3 Big Mommas: Like Father, Like Son（2011）
- TIME/タイム In Time（2011）
- ダーケストアワー 消滅 The Darkest Hour（2011）
- アルビン3 シマリスたちの大冒険 Alvin and the Chipmunks: Chipwrecked（2011）
- ブロークンシティ Broken City（2013）
- ランナーランナー Runner Runner（2013）
- インターンシップ The Internship（2013）
- それでも夜は明ける 12 Years a Slave（2013）
- ノア 約束の舟 Noah（2014）
- ゴーン・ガール Gone Girl（2014）
- バードマン あるいは（無知がもたらす予期せぬ奇跡） Birdman or (The Unexpected Virtue of Ignorance)（2014）
- ビジネス・ウォーズ Unfinished Business（2015）
- トゥルー・ストーリー True Story（2015）
- アロハ Aloha（2015）
- マネー・ショート 華麗なる大逆転 The Big Short（2015）
- アルビン4 それいけ! シマリス大作戦 Alvin and the Chipmunks: The Road Chip（2015）
- レヴェナント: 蘇えりし者 The Revenant（2015）
- ハリウッド・スキャンダル Rules Don't Apply（2016）
- アサシン クリード Assassin's Creed（2016）
- キュア ～禁断の隔離病棟～ A Cure for Wellness（2017）
- アンセイン 〜狂気の真実〜 Unsane（2018）
- ボヘミアン・ラプソディ Bohemian Rhapsody（2018）
- 蜘蛛の巣を払う女 The Girl in the Spider's Web（2018）
- ロスト・マネー 偽りの報酬 Widows（2018）
- アド・アストラ Ad Astra（2019）
- ライトハウス The Lighthouse（2019）
- ストーリー・オブ・マイライフ/わたしの若草物語 Little Women（2019）
- 獣の棲む家 HIS HOUSE（2020）
- Everybody’s Talking About Jamie ～ジェイミー～ Everybody's Talking About Jamie（2021）
- 底知れぬ愛の闇 Deep Water（2022）
- ノースマン 導かれし復讐者 The Northman（2022）
- アイ・ケイム・バイ I Came By（2022）
- バーバリアン Barbarian（2022）
- アムステルダム Amsterdam（2022）
- ザ・クリエイター/創造者 The Creator（2023）
- ザ・バイクライダーズ The Bikeriders（2024）
- ブリッツ ロンドン大空襲 Blitz（2024）

## 関連会社
- ニュー・リージェンシー・プロダクション（New Regency Productions） - リージェンシー・エンタープライズ傘下の完全独立子会社[注釈 1]。
- ニュー・リージェンシー・テレビジョン・インターナショナル（New Regency Television International） - 以前はリージェンシー・テレビジョン（Regency Television）[注釈 2]。

## 関連人物
- アーノン・ミルチャン